# Зимник (Кемеровская область)
Зимник (тат. Кышлау) — татарская деревня в Юргинском районе Кемеровской области. Входит в состав Юргинского сельского поселения.

## География
Центральная часть населённого пункта расположена на высоте 126 метров над уровнем моря.

## Население
По данным Всероссийской переписи населения 2010 года, в деревне Зимник проживает 852 человека (402 мужчины, 450 женщин).